# USS John D. Henley (DD-553)
USS John D. Henley (DD-553) là một tàu khu trục lớp Fletcher được Hải quân Hoa Kỳ chế tạo trong Chiến tranh Thế giới thứ hai. Nó là chiếc tàu chiến duy nhất của Hải quân Mỹ được đặt theo tên Hạm trưởng John D. Henley (1781–1835), người từng tham gia Chiến tranh Barbary thứ nhất và Chiến tranh 1812. Nó hoạt động cho đến hết Thế Chiến II, xuất biên chế năm 1946 và bị bán để tháo dỡ năm 1970. Nó được tặng thưởng sáu Ngôi sao Chiến trận do thành tích phục vụ trong Thế Chiến II.

## Thiết kế và chế tạo
John D. Henley được đặt lườn tại xưởng tàu của hãng Gulf Shipbuilding Corporation ở Chickasaw, Alabama vào ngày 21 tháng 7 năm 1941. Nó được hạ thủy vào ngày 15 tháng 11 năm 1942; được đỡ đầu bởi cô Shelah Keith Kane, một hậu duệ sáu đời của Thuyền trưởng Henley; và nhập biên chế vào ngày 2 tháng 2 năm 1944 dưới quyền chỉ huy của Hạm trưởng, Trung tá Hải quân C. H. Smith.

## Lịch sử hoạt động
Sau khi chạy thử máy và huấn luyện tại khu vực Bermuda, John D. Henley đi đến Norfolk, Virginia vào ngày 28 tháng 3 năm 1944. Lên đường đi sang Mặt trận Thái Bình Dương ngang qua kênh đào Panama, chiếc tàu khu trục mới đi đến Trân Châu Cảng vào ngày 23 tháng 4. Sau một đợt huấn luyện, nó hộ tống các tàu chở dầu đi đến Majuro và quay trở về vào ngày 17 tháng 5. Nó lại lên đường đi Majuro một lần nữa vào ngày 27 tháng 5, trở thành soái hạm của một đội đặc nhiệm tiếp nhiên liệu. Khởi hành vào ngày 6 tháng 6 để tham gia Chiến dịch quần đảo Mariana và Palau, đội của nó có nhiệm vụ tiếp nhiên liệu cho hạm đội trong quá trình tấn công chiếm đóng Saipan và Tinian, nơi nó chịu đựng những cuộc không kích của đối phương vào các ngày 17 và 18 tháng 6. Chúng quay trở về Eniwetok vào ngày 14 tháng 8.
Khi lực lượng đổ bộ của Đồng Minh chuẩn bị chuyển hướng sang Palau, John D. Henley gia nhập Đội đặc nhiệm 30.8, và khởi hành từ Manus vào ngày 1 tháng 9 trong vai trò soái hạm của đội tiếp nhiên liệu trong các cuộc tấn công lên Peleliu. Các tàu chở dầu và lực lượng hộ tống cho chúng tiếp tục hoạt động ngoài khơi Ulithi cho đến tháng 11, hỗ trợ cho lực lượng đặc nhiệm tàu sân bay nhanh trong việc tái chiếm Philippines. Đơn vị này, dưới quyền Đại tá Hải quân J. T. Acuff, góp phần quan trọng vào chiến thắng chung.
Trong tháng 12, John D. Henley di chuyển đến Guam để hoạt động độc lập như một tàu tuần tra và hộ tống tại các quần đảo Marshall và Mariana. Nó sau đó di chuyển đến Ulithi, đến nơi vào ngày 31 tháng 1 năm 1945, thực hành huấn luyện phối hợp cùng các Đội phá hoại dưới nước. Nó lên đường vào ngày 14 tháng 2 cho đợt đổ bộ lớn tiếp theo tại Iwo Jima. Đến nơi hai ngày sau đó, nó tham gia cuộc bắn phá chuẩn bị, và sau khi diễn ra cuộc đổ bộ vào ngày 19 tháng 2, nó làm nhiệm vụ bắn hỏa lực theo yêu cầu, tuần tra bảo vệ và làm cột mốc radar vào lúc diễn ra trận chiến căng thẳng tại đây. Nó quay trở về Ulithi vào ngày 5 tháng 3, chuẩn bị cho cuộc đổ bộ lên Okinawa.
John D. Henley lên đường vào ngày 21 tháng 3 cho chiến dịch đổ bộ lớn nhất và cuối cùng tại Mặt trận Thái Bình Dương, trận Okinawa. Nó làm nhiệm vụ bảo vệ các tàu sân bay hạng nhẹ khi máy bay của chúng hỗ trợ lực lượng trên bờ. Thường xuyên chịu đựng các cuộc không kích của đối phương, nó hoạt động hộ tống cho đội đặc nhiệm tàu sân bay, thỉnh thoảng được tiếp liệu tại Kerama Retto, cho đến ngày 24 tháng 6, nó quay trở về vịnh Leyte vào ngày 27 tháng 6.
John D. Henley quay trở lại vùng biển Okinawa vào ngày 1 tháng 7 để hỗ trợ cho các hoạt động quét mìn. Nó quay trở lại vịnh Buckner vào ngày 7 tháng 8, và có mặt tại đây khi chiến tranh kết thúc vào ngày 15 tháng 8. Nó tiếp tục làm nhiệm vụ tìm kiếm giải cứu ngoài khơi Nhật Bản cho đến ngày 24 tháng 8, rồi khởi hành vào ngày 2 tháng 9, ngày Nhật Bản chính thức đầu hàng, cho hành trình dài quay trở về Hoa Kỳ. Nó về đến San Francisco, California vào ngày 24 tháng 9, được đại tu, rồi được cho xuất biên chế tại San Diego vào ngày 30 tháng 4 năm 1946. Con tàu được đưa về Hạm đội Dự bị Thái Bình Dương và neo đậu tại Bremerton, Washington.
John D. Henley được cho rút khỏi danh sách Đăng bạ Hải quân vào ngày 1 tháng 5 năm 1968, con tàu bị bán để tháo dỡ vào tháng 5 năm 1970.

## Phần thưởng
John D. Henley được tặng thưởng sáu Ngôi sao Chiến trận do thành tích phục vụ trong Thế Chiến II.